# 唐宫路街道
唐宫路街道，是中华人民共和国河南省洛陽市西工区下辖的一个乡镇级行政单位。

## 行政区划
唐宫路街道下辖以下地区：
洛玻社区、光华路社区、金东社区和丹城社区。